# 車港七角井
23°36′57″N 120°15′03″E / 23.615758°N 120.250909°E
車港七角井，位於臺灣雲林縣水林鄉車港村，與同鄉的中庄七角井皆是七角型的水井。

## 外觀
截至2020年報導時，臺灣有三口外觀為七角型、工法相似的古井，分別位於赤崁樓文化園區、水林鄉車港村與水北村。其中的車港七角井位於車港村興隆路23號前池塘的小丘，直徑1公尺餘，有深約二丈的大壁磚結構，水位與水塘齊高。

## 由來
據《雲林縣史蹟調查報告》記載，車港七角井約在1590年左右開鑿。昔日，車港村附近的四湖鄉有鹿場，牛挑灣溪、原稱為「紅毛路」的車港村興隆路與文明東路就是當時的貨物通道。車港村之所以舊地名為「車巷口」，就是因過去牛挑灣的商旅會頻繁經過此地。

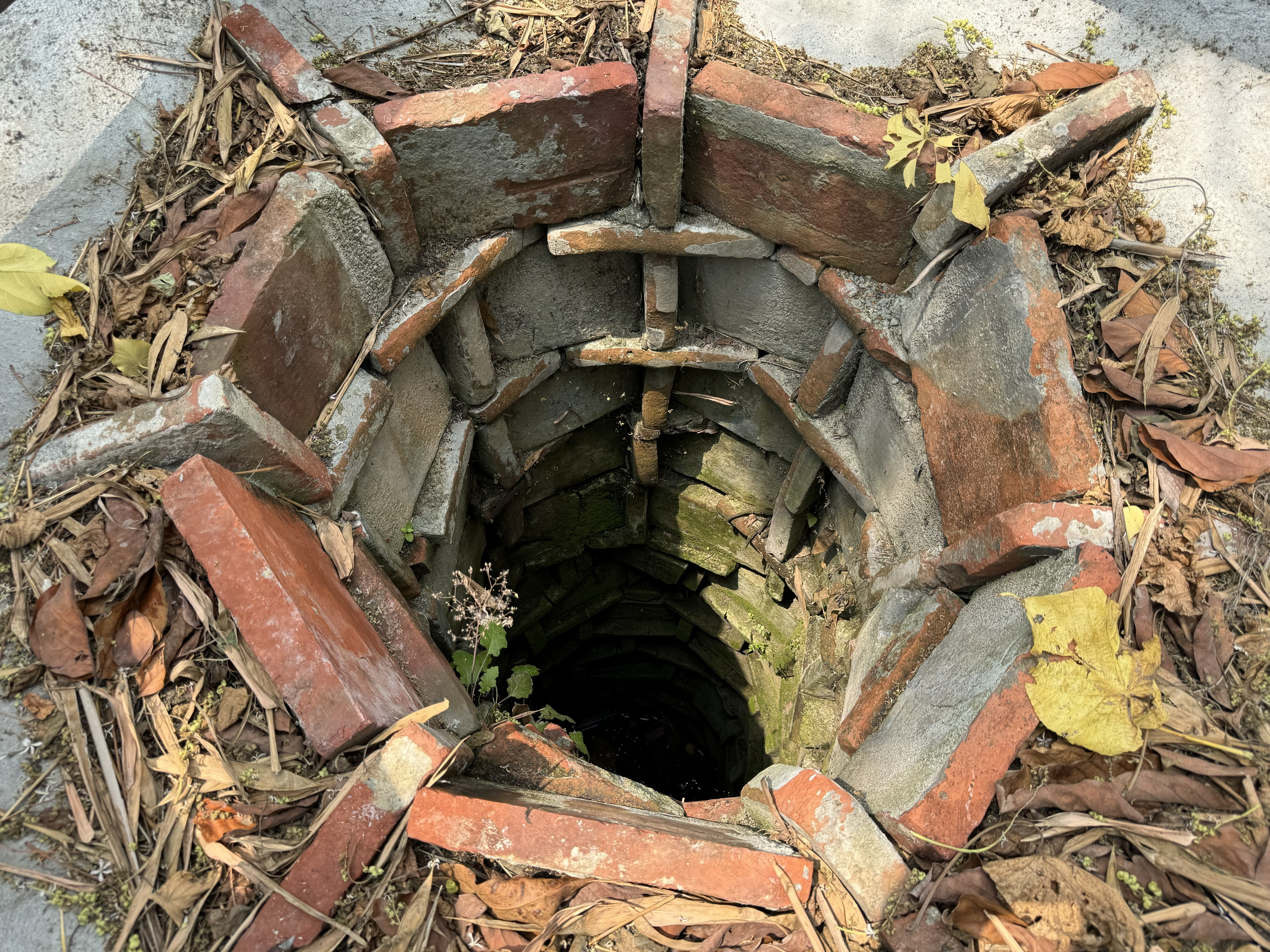
井內

笨港文教基金會董事長蔡相煇認為，車港七角井又被稱「紅毛井」的原因是明朝末年荷蘭人開鑿供作水源地。對此，文史工作者洪茂仁主張此井與中庄七角井皆與荷蘭人無關，而是顏思齊時開擴，因荷蘭人並無統治此區域，且荷蘭文獻也沒紀錄這兩口井。像是聖薩爾瓦多城的龍目井，在十七世紀就有荷蘭人紀錄。原籍水林的退休警察林佐孟發現赤崁樓七角井的工法與家鄉的相似後，雲林地方文史工作者更加認為水林與顏思齊有關。

## 傳說
車港七角井裡傳說曾住過一隻白鰻，並傳說有一把荷蘭人丟下的劍。約1995年，水塘被填土種菜後，居民認為此井的風水遭破壞，導致附近住戶多人橫死，因此在2000年迎請神明欽府王爺坐鎮。

## 維護

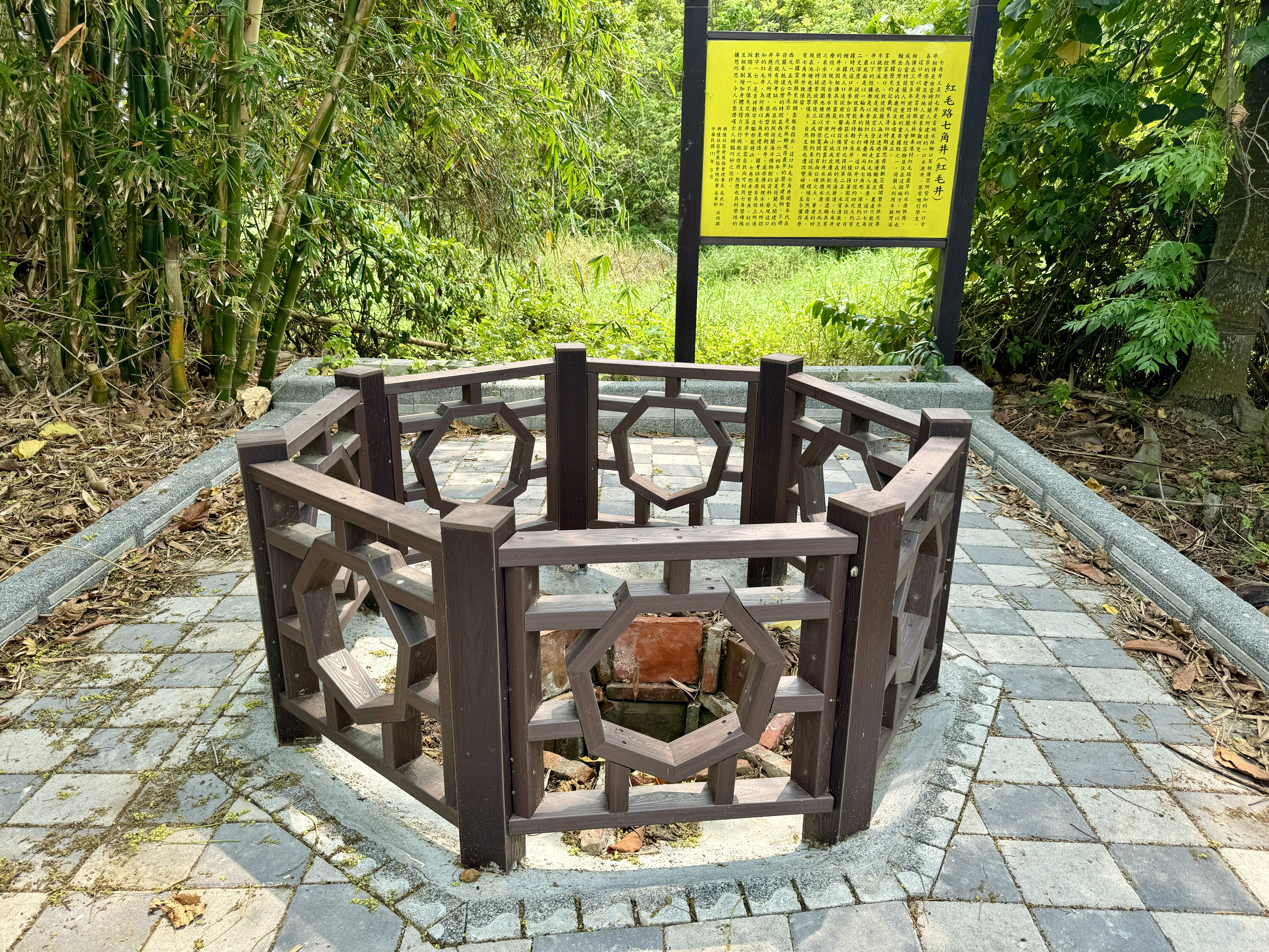
說明牌與井身

當地耆老吳長美表示，井立在風水好穴位，祖先數百年前即在現址定居，並以此井來作日常用水，據說日治時代曾在臺南州水質比賽得獎，但在自來水普及後就乏人問津。台灣自來水公司第五營業處檢驗室曾化驗鄉內的古井，發現不適合飲用，且有危害性。
1991年1月1日，笨港媽祖文教基金會林永村在10餘名義工的支援下，將此井與周圍作整理。1999年9月3日，水林鄉鄉長陳劍松邀集雲科大教授劉銓芝、雲林社區希望聯盟協進會理事長林重熙、車港村長蔡玉清等人來車港七角井等勘查。原先水林鄉公所有意配合附近環境整修來闢為觀光景點，但因部分用地屬於土地所有權分屬卅多人的祭祀公業私有地，因此計畫停頓。2002年8月2日，車港村長蔡玉清說計畫開發車港七角井，並把池塘闢為水上舞台。次年，雲林縣政府在雲林縣觀光旅遊地圖中，將該井列入觀光旅遊景點之一。2010年，蔡炳煌當選車港村長後，協調水土保持局對該井作環境改善。